# Eugraptoblemma
Eugraptoblemma är ett släkte av fjärilar. Eugraptoblemma ingår i familjen nattflyn.
Kladogram enligt Catalogue of Life:
| Eugraptoblemma | \| \| Eugraptoblemma pictalis \| \| \| \| \| \| Eugraptoblemma rosealis \| \| \| \| |
|                | \| \| Eugraptoblemma pictalis \| \| \| \| \| \| Eugraptoblemma rosealis \| \| \| \| |
|                | Eugraptoblemma pictalis                                                             |
|                |                                                                                     |
|                | Eugraptoblemma rosealis                                                             |
|                |                                                                                     |